# 墨西拿鹽度危機
墨西拿鹽度危機（英語：Messinian salinity crisis）是一件大約發生在596萬到533萬年之前的地質事件。墨西拿期是中新世的第六個階段，在此期間地中海與大西洋的連接直布羅陀海峽被關閉，地中海最終完全乾涸成為盆地，導致全球海洋鹽度下降。

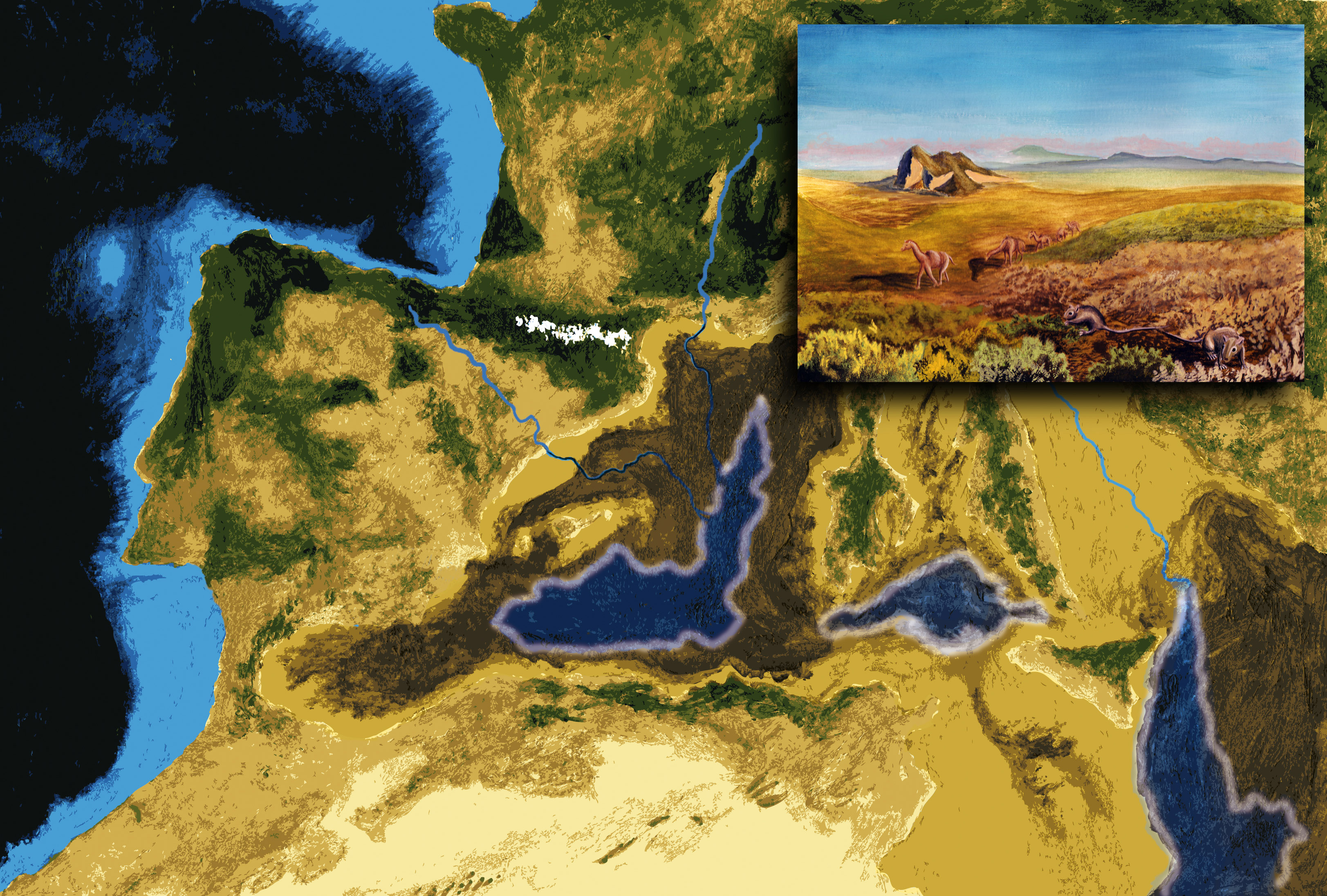
墨西拿鹽度危機期間的地中海盆地的藝術詮釋

## 起因

中新世西地中海的古地理重建
今日海岸線
S 西班牙 Sorbas 盆地
R Rifean 走廊
B Betic 走廊
G 直布羅陀海峽
M 地中海

墨西拿鹽度危機的起因有多種說法，但普遍共識是古氣候變化和地質構造運動是主要原因，而兩者的影響規模大小仍有爭議和不同解釋。亞歐板塊和非洲板塊之間的弧型構造帶直布羅陀弧被認為是導致地中海與大西洋分離的原因，該地區的板塊運動控制了中新世晚期直布羅陀海峽的開啓和關閉，至於這一構造運動的細節仍然有不同說法，有三種地球動力學模型可能適合相關數據，移動的俯衝帶可能導致了週期性的區域隆起，火山岩的變化表明特提斯海邊緣的俯衝帶可能向西捲縮，從而改變了西地中海下方岩漿的化學成分和密度。除了構造運動外，古氣候變化而導致的全球海面升降是另外一個重要因素，在地中海海域的鑽探發現蒸發岩層中常有遠海沉積物夾層，内含常規海洋相生物，無過渡帶，代表陸表鹽湖環境與常規海洋環境存在周期性快速互變，這種周期性顯然與全球海平面的升降有關。

## 過程

墨西拿鹽度危機期間蒸發岩形成的假設
a: 歷時沉積：蒸發岩（粉紅色）首先沉積在陸上盆地，隨著地中海（深藍色）的範圍向門戶減小，更靠近大西洋。 淺藍色顯示原始海平面。
b: 邊緣盆地同步沉積： 海平面略有下降，但整個盆地仍與大西洋相連。 減少的流入量只允許蒸發岩在淺盆地中積累。
c: 同步、全盆地沉積。 構造活動（深灰色）對大西洋海道的關閉或限制導致整個盆地同時蒸發岩沉積； 水池可能不需要完全排空，因為鹽分會通過蒸發濃縮。

地中海深海海底的沉積物樣本，包括蒸發岩礦物、土壤和植物化石，表明直布羅陀海峽的前身在大約596萬年前閉合，將地中海與大西洋隔開。該地區普遍乾燥的氣候在1000年內使地中海盆地幾乎完全乾涸，留下了一個低於正常海平面達3至5公里（1.9至3.1英里）的乾涸盆地，其中有幾個類似於今天死海的高鹽區。在550萬年前左右，乾燥的氣候條件减緩，導致盆地從河流接收更多淡水，逐漸將高鹽湖填充並稀釋成更大的鹹水區（與今天的裏海很相似），在墨西拿期末，地中海盆内所含鹽分完全沉積到盆地中心，地中海周邊陸上及海底留下了大量侵蝕不整合面，例如在意大利西岸薩迪納島及西班牙東岸、西西里盆地、塞浦路斯、敘利亞及黎巴嫩外海等地。533萬年前，直布羅陀海峽終於重新開放，墨西拿鹽度危機就此結束，當時大西洋的海水迅速填滿了地中海盆地，稱之為贊克爾期洪水。

## 影響

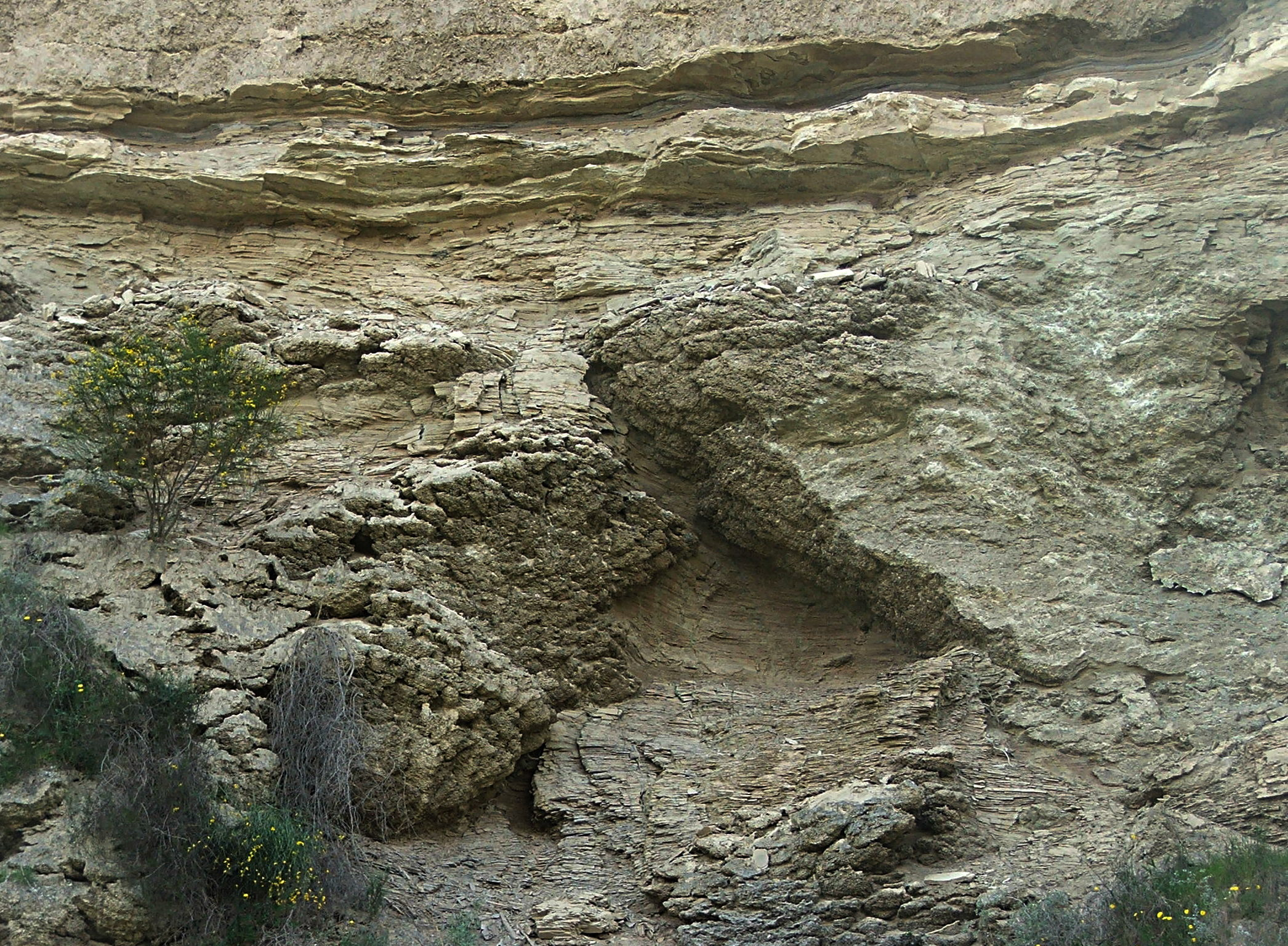
海水每蒸發一米會形成一毫米厚的石膏沉積

來自地中海的水將在世界海洋中重新分配，使全球海平面上升10米（33英尺）。地中海盆地也在其海底封存了相當一部分來自地球海洋的鹽，使世界海洋的平均鹽度降低了6-10%。隨著地中海水域鹽度的迅速增高，大量無法忍受高鹽度的海洋生物滅絕。盆地的低海拔將通過絕熱加熱使其在夏季變得非常熱，硬石膏的存在支持了這一結論，硬石膏僅沉積在溫度高於35°C（95°F）的水中。流入盆地的河流會將河床切割得更深，尼羅河至少在地中海盆地邊緣切割了2400米深的下切谷。有一種觀點認為，在墨西拿期紅海在蘇伊士與地中海相連，但沒有與印度洋相連，並隨著地中海乾涸。墨西拿鹽度危機還為許多非洲物種，包括羚羊、大象和河馬，提供了一個機會，當海平面下降時，它們可以遷移到靠近下降的大河的空盆地，到達馬爾他等內陸潮濕凉爽的高地，海水回流後，它們留在群島上，在更新世期間，它們在島上經歷了島嶼矮化，由此產生了克里特侏儒河馬、賽普勒斯侏儒河馬等已滅絕物種，其中賽普勒斯侏儒河馬一直存活到更新世末或全新世早期。

## 遺跡

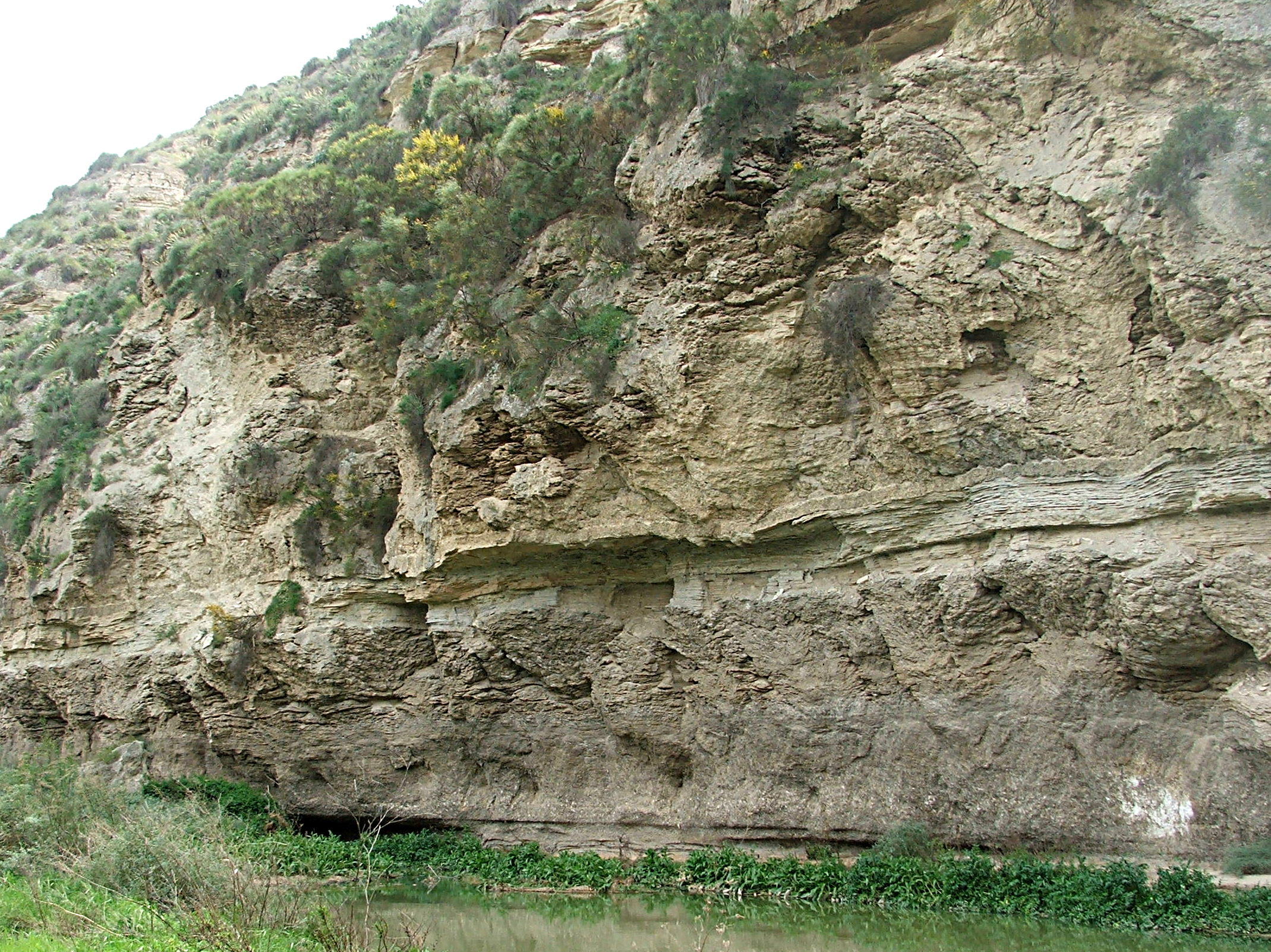
Sorbas 盆地的海底石膏沉積

地中海水位下降的主要證據來自許多現在被淹沒的峽谷的遺跡，這些地中海盆地兩側的峽谷被流入原為海底的平原的河流切割。尼羅河在阿斯旺將河床切割到海平面以下幾百英尺，1967年伊萬·S·丘馬科夫在那裡發現了上新世的海洋有孔蟲。在以色列的阿非海底峽谷（Afig submarine canyon），峽谷充填物下層是石膏、上層是河流相沉積物，代表在中新世晚期海底曾露于陸表被河流切割。根據峽谷深度，海水面曾下降800公尺。在利比亞北部有一條中新世晚期的下切谷，長150公里，至少700公尺深，被河流切割的是中新世中期石灰岩，下切谷中的冲填物是上新世河流沉積物。同樣年代的下切谷也分佈於利比亞東部及埃及西部，這代表地中海的海面在中新世晚期至少下降700公尺。在敘利亞及黎巴嫩外海，埋藏在海底深部的晚中新世晚期的蒸發岩上部也有大面積的河流相沉積物，這代表地中海在晚中新世幾乎乾枯的環境。在地中海的許多地方，人們發現了泥質沉積物在陽光和乾旱下乾燥開裂的化石裂縫。

## 延伸閱讀
- Kenneth J. Hsu. . Princeton University Press. ISBN 0-691-02406-5 （英语）.
- Majithia, Margaret; Nely, Georges (编). . Editions TECHNIP. 1994  [2016-12-15]. ISBN 978-2-7108-0624-0. （原始内容存档于2021-10-04）.

## 參看
- 地中海盆地
- 墨西拿期
- 贊克爾期洪水